# Paratimia conicola
Paratimia conicola là một loài bọ cánh cứng trong họ Cerambycidae.